# Francesco Maria Richini

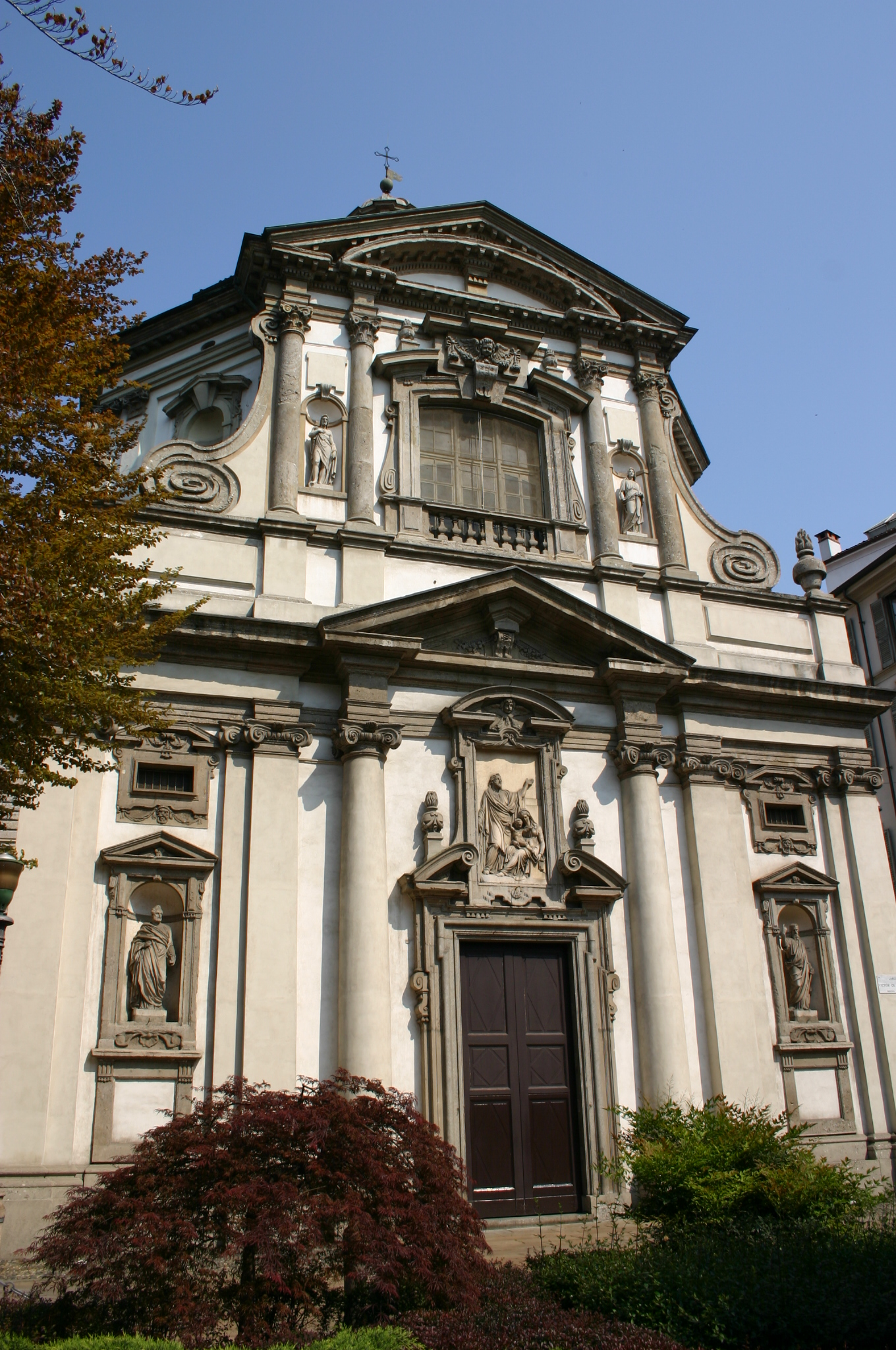
Francesco Maria Richini – San Giuseppe, Milano (1607-1630)

Francesco Maria Richini, även stavat Ricchino, född 9 februari 1584 i Milano, Italien, död 24 april 1658 i Milano, var en italiensk arkitekt och skulptör under ung- och högbarock. Han var i huvudsak verksam i Milano.